# Ourilândia do Norte
Ourilândia do Norte est une municipalité brésilienne située dans l'État du Pará.

## Économie
- La mine d'Onca Puma se situe sur le territoire de cette municipalité